# 四管吸蟲屬吸蟲
四管吸蟲屬吸蟲（学名：Tetrochetus sp.）为凸腹科四管吸蟲屬下的一个种。